# Черниговская летопись
Черниговская летопись (укр. Чернігівський літопис) — условное название памятника казацкого летописания XVII—XVIII веков.

## Описание
Сохранилась в четырёх списках. В произведении рассказывается о событиях украинской истории 1587—1768 лет — в частности, упоминаются казацко-крестьянские восстания XVI—XVII веков, Восстание Хмельницкого, Руина, изображён ряд известных исторических фигур, описаны стихийные бедствия, эпидемии и т. п.
По характеру изложения, стилю и языку Черниговская летопись очень близка к Летописи самовидца.
Исследователи выделяют две редакции Черниговской летописи. К первой редакции относят список Н. М. Белозерского (дефектный, завершается 1652 годом) и список Авксентия (1587—1750, за исключением 1704—1728). Ко второй редакции — список Персидского (1587—1725) и Киевский список (1497—1764).
Вторая редакция намного ценнее и больше первой по объёму. Н. М. Белозерский издал летопись по спискам первой редакции.
А. М. Лазаревский, опубликовавший памятник по списку Персидского, считал, что летопись окончена в Чернигове, предположительно Л. Боболинским.
Обе редакции имеют общую часть, охватывающую период от 1497 (1587) до 1704 года, но имеющую разночтения и вставки. Автор общей части использовал третью часть хроники Ф. Софоновича, «Скарбницу» (1676) И. Галятовского, протограф Острожского летописца, а также собственные воспоминания и показания очевидцев. Общая часть первой редакции, охватывающая события 1729—1750 годов, была дополнена Иваном Янушкевичем-Бутенко, писарем Черниговского полка (1715—1727), лицом, близким к Павлу Полуботку. Он провёл не меньшую по объёму работу, чем его предшественник, широко привлекая устные и письменные источники, например «хронику Павла Полуботка».
В летописи изображена панорама военно-политической и церковной истории Украины XVI—XVIII веков. В тексте памятника прослеживается симпатия к гетману Богдану Хмельницкого, наказному гетману Якиму Сомко, кошевому атаману Ивану Серко, польскому королю Яну II Казимиру и негативное отношение к гетманам Ивану Брюховецкому и Ивану Самойловичу. В Черниговской летописи есть немало оригинальных известий, например о восстании в Лубнах в 1632 году.